# Colina ossidasi
La colina ossidasi è un enzima appartenente alla classe delle ossidoreduttasi, che catalizza la seguente reazione:
colina + O2 ⇄ betaina aldeide + H2O2
L'enzima è una flavoproteina (contenente FAD) che prende parte ad un complesso multienzimatico che ossida anche la betaina aldeide a betaina. In molti batteri, piante ed animali, la betaina viene sintetizzata in due passaggi:
1. conversione di colina a betaina aldeide;
2. conversione di betaina aldeide a betaina.

Nella prima reazione possono essere coinvolti diversi enzimi. Negli animali ed in molti batteri, essa è catalizzata da questo enzima (la colina ossidasi propriamente detta) o dalla colina deidrogenasi legata alla membrana. Nelle piante, la reazione è invece catalizzata dalla colina monoossigenasi. L'enzima coinvolto nel secondo passaggio, la betaina-aldeide deidrogenasi, è invece lo stesso in piante, animali e batteri. Solo in alcuni batteri, la betaina è sintetizzata dalla glicina attraverso l'azione degli enzimi glicina/sarcosina N-metiltransferasi e sarcosina/dimetilglicina N-metiltransferasi.